# Lennart Meri
Lennart Georg Meri, född 29 mars 1929 i Tallinn, död i Tallinn den 14 mars 2006, var en estnisk författare, filmskapare och politiker. Han var Estlands förste president i modern tid efter självständigheten från Sovjetunionen, från 1992 till 2001.

## Biografi

### Uppväxt och tidig karriär
Lennart Meri var son till den estniske diplomaten och senare Shakespeare-översättaren Georg Meri, och till Alice-Brigitta Engmann som tillhörde den estlandssvenska minoriteten. Diplomatfamiljen var under Meris uppväxt stationerad på flera platser i utlandet och Meri gick under sin uppväxt i nio olika skolor, på fyra olika språk. Förutom estniska studerade han även finska, franska, tyska, engelska, ryska och latin.
Vid tidpunkten för sovjetockupationen av Estland i juni 1940 var familjen åter bosatt i Estland. De kom att deporteras till Sibirien 1941 i likhet med tusentals personer på nyckelpositioner i de ockuperade baltiska staterna. Familjefäderna placerades i separata arbetsläger där endast ett fåtal överlevde. Meri tvingades från 12 års ålder arbeta som skogshuggare, och arbetade även som potatisskalare och roddkarl för att bidra till familjens försörjning.
Under tiden i exil utvecklade Meri ett intresse för den finsk-ugriska språkfamiljen, dit förutom estniska, finska och ungerska även flera språk som talas i Sibirien hör, och detta språkintresse kom att under hans liv bli ett viktigt motiv i hans verk.
Familjen överlevde tiden i Sibirien och återvände till Estland, där Lennart Meri 1953 tog examen vid Tartu universitets fakultet för språk och historia. Han förbjöds av sovjetmyndigheterna att utöva sitt önskade yrke som historiker, men kom istället att verka som dramatiker vid Vanemuineteatern, Estlands äldsta teater, och producerade även radioteater för Estlands radio. Han kom också att verka som filmskapare.

### Konstnärskap
Efter en resa i Tianshanbergen i Centralasien och till de tidiga muslimska platserna i Karakumöknen skrev Meri 1958 sin första bok, som blev uppmärksammad i den estländska offentligheten. Redan som student hade han kunnat försörja sig som skribent, efter att hans far för tredje gången arresterats av sovjetiska myndigheter. Med hjälp av sin yngre bror, som tvingats avbryta sina studier och försörjde sig som taxichaufför, kunde Meri försörja sin mor och avsluta sina egna studier. Från 1963 var han medlem av Estlands författarförbund och på 1970-talet blev han även hedersmedlem av Finska litteratursällskapet.
Tulemägede Maale (1964) var en skildring av Meris resa till Kamtjatka på 1960-talet. Expeditionen medförde geologer, botaniker, en fotograf och konstnären Kalju Polli. "Att resa är den enda passion, som inte måste skämmas inför intellektet", skrev Meri. Han skrev om nackdelarna med massturism, men menade att "vetenskapen skulle befria oss från storstädernas bojor och föra oss tillbaka till naturen".
Boken om Meris resa till Nordostpassagen, Virmaliste Väraval (1974) blev en stor framgång i Sovjetunionen. Den blev översatt till finska som en del av en serie sovjetisk litteratur. Här kopplade Meri samman samtiden med det historiska perspektivet, under användning av material från upptäcktsresande och forskare som Cook, Forster, Wrangel, Dahl, Sauer, Middendorff och Cochran.
Meris mest spridda verk är Hõbevalge (1976), som avhandlar Estlands och Östersjöområdets historia. Som i sina andra verk kombinerar Meri historiska källor och vetenskaplig forskning med konstnärlig fantasi. "Om geografin är prosa, är kartor ikonografi".  Hõbevalge är baserat på omfattande material över den tidiga sjöfartens historia och närmar sig hemligheten med den legendariska platsen Ultima Thule, ett namn som under antiken användes för en landmassa långt i norr, sex dagars segling från Storbritannien. Flera platser har av forskare satts i samband med dessa historiska berättelser, bland andra Shetlandsöarna, Island och Norge. Meri framkastar här hypotesen att namnet Thule möjligen har koppling till estniska forntida myter, som beskriver uppkomsten av Kaalikratern på Ösel. I sin essä Tacituse tahtel (2000) undersöker Meri tidiga kontakter mellan esterna och Romarriket, och beskriver hur pälsar, bärnsten och torkat utsäde tillhörde esternas viktigaste exporter till det antika Europa.
Filmen Vintergatans vindar, som producerades i samarbete med Finland och Ungern, visades inte i Sovjetunionen, men vann en silvermedalj vid filmfestivalen i New York. Meris filmer och texter användes som undervisningsmaterial i finska skolor. År 1986 erhöll han en hedersdoktortitel från Helsingfors universitet. Meri grundade 1988 det icke-statliga Estniska institutet, för att främja kulturell kontakt med västländerna och uppmuntra studentutbyten.

### Politiker
Efter mer än 20 års utreseförbud medgav de sovjetiska myndigheterna för första gången utlandsresor i slutet på 1970-talet, och Meri utnyttjade flera gånger möjligheten att från Finland göra de västliga demokratierna medvetna om Estlands existens. Han knöt många kontakter med politiker, journalister och exilester. Han var den förste att protestera mot sovjetiska planer på fosfatbrytning i hembygden, vilket skulle ha gjort en tredjedel av regionen obeboelig.
Ur miljörörelsen uppstod snart en politisk rörelse mot det sovjetiska styret i Estland, den sjungande revolutionen, anförd av estniska intellektuella. Ett tal av Meri om den estniska nationens problem fann stor genklang i utlandet. Meri grundade det Estniska institutet, som blev föregångare till både Estlands kommande utrikesministerium och det estniska kulturinstitutet. Han var även medlem av estniska folkfronten, som samarbetade med liknande rörelser i Lettland och Litauen. Efter de första fria valen blev Meri utrikesminister i den estländska regeringen. Han främjade uppbyggnaden av en ung, välutbildad och engelsktalande elit, för att underlätta kommunikationen med västmakterna och samtidigt göra Estland mer verksamt på den internationella arenan. Han deltog i OSSE-konferenser i Köpenhamn, New York, Berlin och Moskva, samt i Östersjörådets konstituerande möte, mötte många amerikanska och europeiska statsöverhuvuden och var den förste politikern från det forna östblocket som bjöds in att tala i NATO:s högkvarter i Bryssel.
Efter en kort tid som Estlands ambassadör i Finland valdes Meri 6 oktober 1992 till Estlands andre president, och den förste under den nya konstitutionen efter självständigheten från Sovjet. Även om Arnold Rüütel, den tidigare ordföranden för Estniska SSR:s Högsta sovjets presidium, uppnådde det högsta röstetalet med 42 procent i valet, kom en majoritet i parlamentet, som fattade det slutliga beslutet, att välja Meri med stöd från Isamaaliit-alliansens majoritet. I samband med valkampanjen framkom anklagelser mot Meri om att ha haft samröre med KGB, vilket dock inte i någon högre grad påverkade Meris rykte i den estniska offentligheten. Meri omvaldes även till en andra mandatperiod 20 september 1996.
Den 3 oktober 1995 höll Meri ett uppmärksammat tal i Berlin på Tysklands återföreningsdag, där han kritiserade den moderna tyska självbilden. Enligt Meri visade tyskarna liten självaktning, och Tyskland hade blivit en form av Canossa-republik, en "ångerns republik". Han menade att man inte kunde lita på ett folk som oavbrutet utövar ett intellektuellt självförakt. Ett spritt citat är "För mig som est är det svårt att förstå, varför tyskarna förser sin egen historia med så många tabun, att det blir oerhört svårt att publicera skildringar av orättvisor begångna mot tyskar, utan att få dåligt rykte - inte då bland till exempel esterna eller finnarna, utan bland tyskarna själva!"
Meri orsakade skandal vid Matthiae-middagen i Hamburg 1994, då han som inbjuden hederstalare höll ett tal om Rysslands nya strävan efter överhöghet i Östeuropa, i närvaro av Vladimir Putin, som vid denna tidpunkt var vice borgmästare i Hamburgs vänort Sankt Petersburg. Putin lämnade salen under demonstrativ protest.
På "Hembygdens dag" för förbundet för de fördrivna tyskarna i Öst- och Centraleuropa vände sig Meri till de 1939 tvångsfördrivna balttyskarna och deras ättlingar, och bjöd in dem att återvända till Estland. "Er alla, som har era rötter i Estland, säger jag uppriktigt: Hjärtligt välkomna!".
Meri var medlem av juryn för Franz Werfel-människorättspriset. 1999 erhöll han hedersplaketten från förbundet för de fördrivna tyskarna (Heimatvertriebener).

## Familj och privatliv
Lennart Meri var gift två gånger. Hans första hustru Regina emigrerade 1987 till Kanada. Den andra hustrun Helle verkade fram till 1992 som teaterskådespelerska. Vid sin död efterlämnade han tre barn och fyra barnbarn.